# What to Expect When You're Expecting

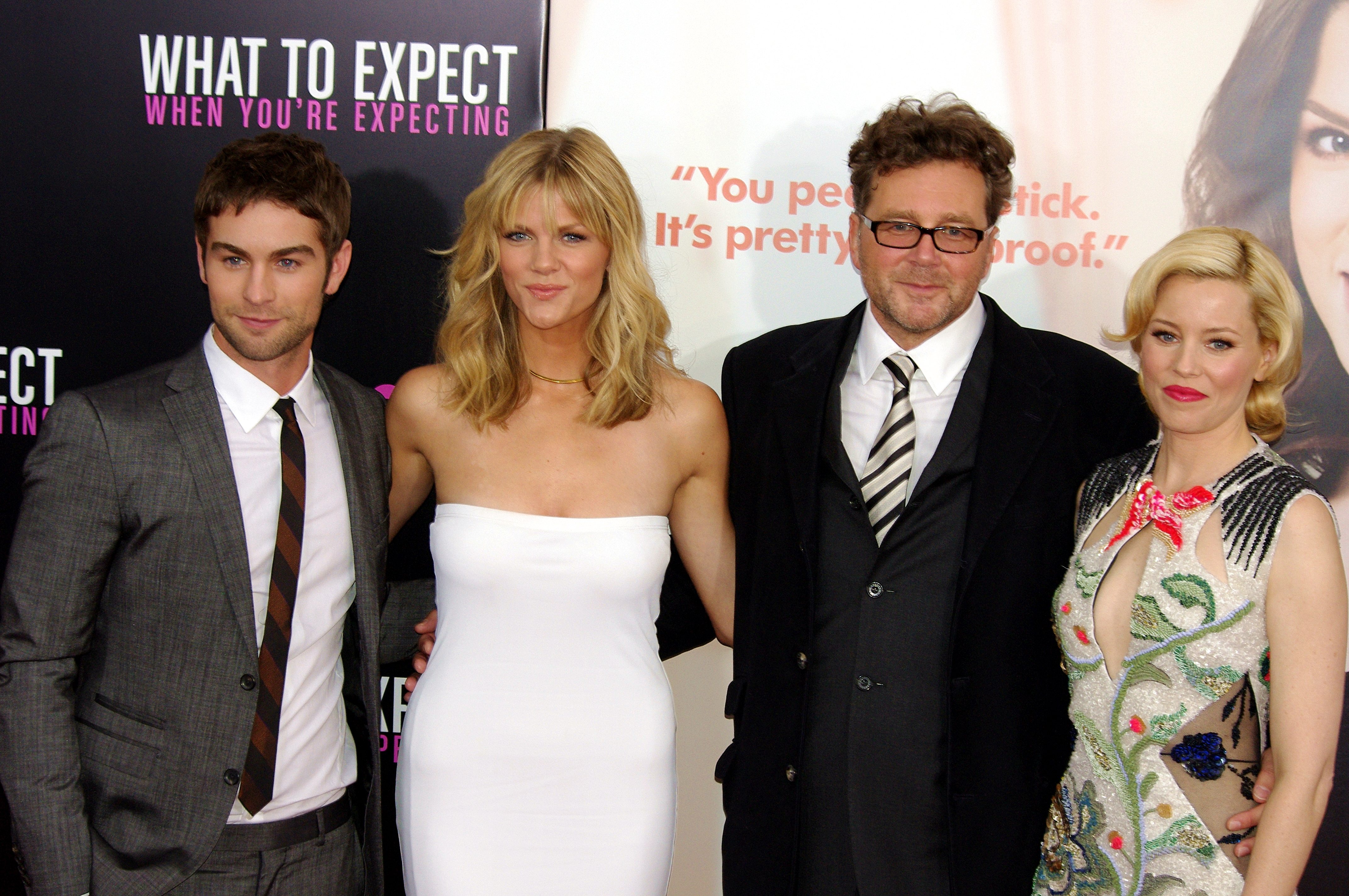
Chace Crawford, Brooklyn Decker, regisseur Kirk Jones en Elizabeth Banks bij de première van What to Expect When You're Expecting

What to Expect When You're Expecting is een Amerikaanse romantische komediefilm uit 2012, geregisseerd door Kirk Jones.

## Verhaallijn
Vijf koppels zijn met elkaar verbonden door het wel en wee dat ze ervaren wanneer ze een kind verwachten. Op het einde zullen ze geconfronteerd worden met het feit dat men niet altijd krijgt wat ze verwachten.

## Rolverdeling
| Acteur               | Personage         |
| -------------------- | ----------------- |
| Elizabeth Banks      | Wendy             |
| Jennifer Lopez       | Holly             |
| Cameron Diaz         | Jules             |
| Anna Kendrick        | Rosie             |
| Brooklyn Decker      | Skyler            |
| Chris Rock           | Vic               |
| Dennis Quaid         | Ramsey            |
| Chace Crawford       | Marco             |
| Génesis Rodríguez    | Ava               |
| Rodrigo Santoro      | Alex              |
| Matthew Morrison     | Evan              |
| Ben Falcone          | Gary              |
| Joe Manganiello      | Davis             |
| Rob Huebel           | Gabe              |
| Thomas Lennon        | Craig             |
| Amir Talai           | Patel             |
| Rebel Wilson         | Janice            |
| Wendi McLendon-Covey | Kara              |
| Matt Lintz           | ontwrichte jongen |
| Dwyane Wade          | Zichzelf          |
| Whitney Port         | Haarzelf          |
| Megan Mullally       | Haarzelf          |
| Cheryl Cole          | Haarzelf          |
| Tyce Diorio          | Zichzelf          |
| Taboo                | Zichzelf          |